# Peñalba de Santiago

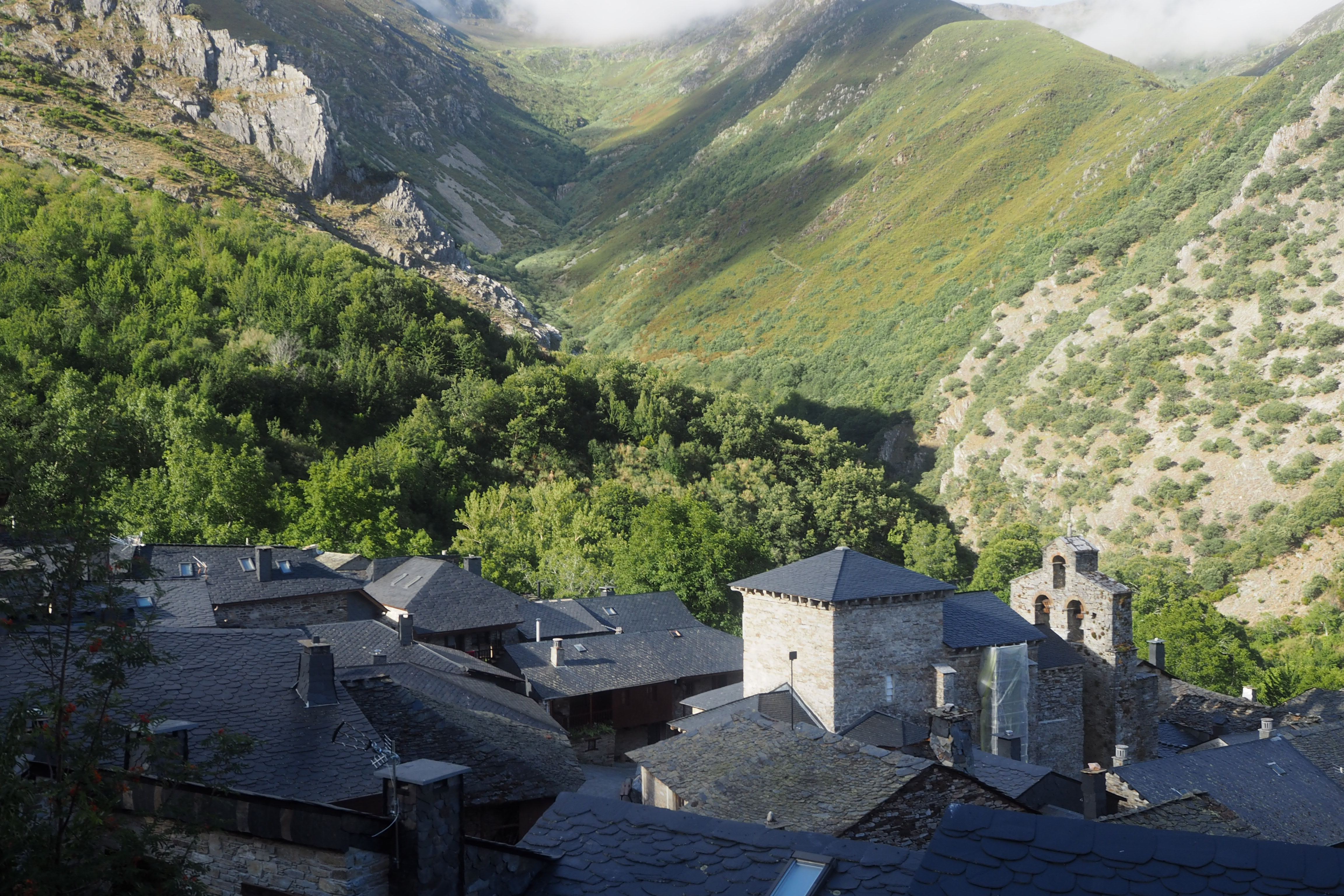
Peñalba de Santiago

Peñalba de Santiago é uma pequena aldeia espanhola na entrada do Vale do Silêncio e a 22 quilómetros de Ponferrada, foi declarada Paraje Pintoresco em 6 de Junho de 1969, devido à sua arquitectura medieval.

Peñalba de Santiago é uma localidade pertencente a Ponferrada que está situada a 1103 metros de altitude. Nomeada Bem de Interesse Cultural em 2008, esta pequena aldeia assenta sobre uma rocha e conta com uma igreja moçárabe que data do século X.
Faz parte da rede das Aldeias mais bonitas de Espanha.

## Galeria de imagens

Santiago de Peñalba
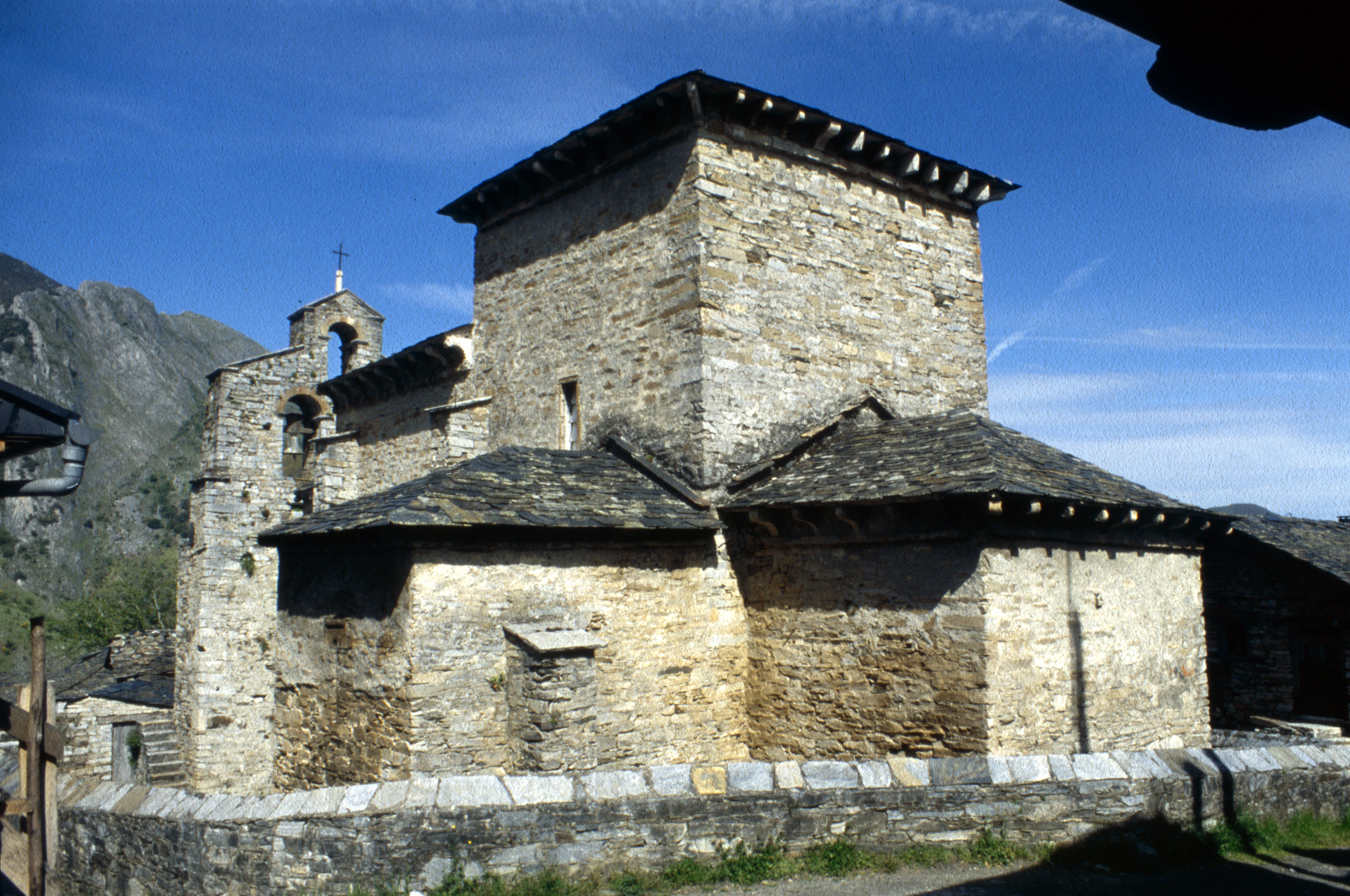
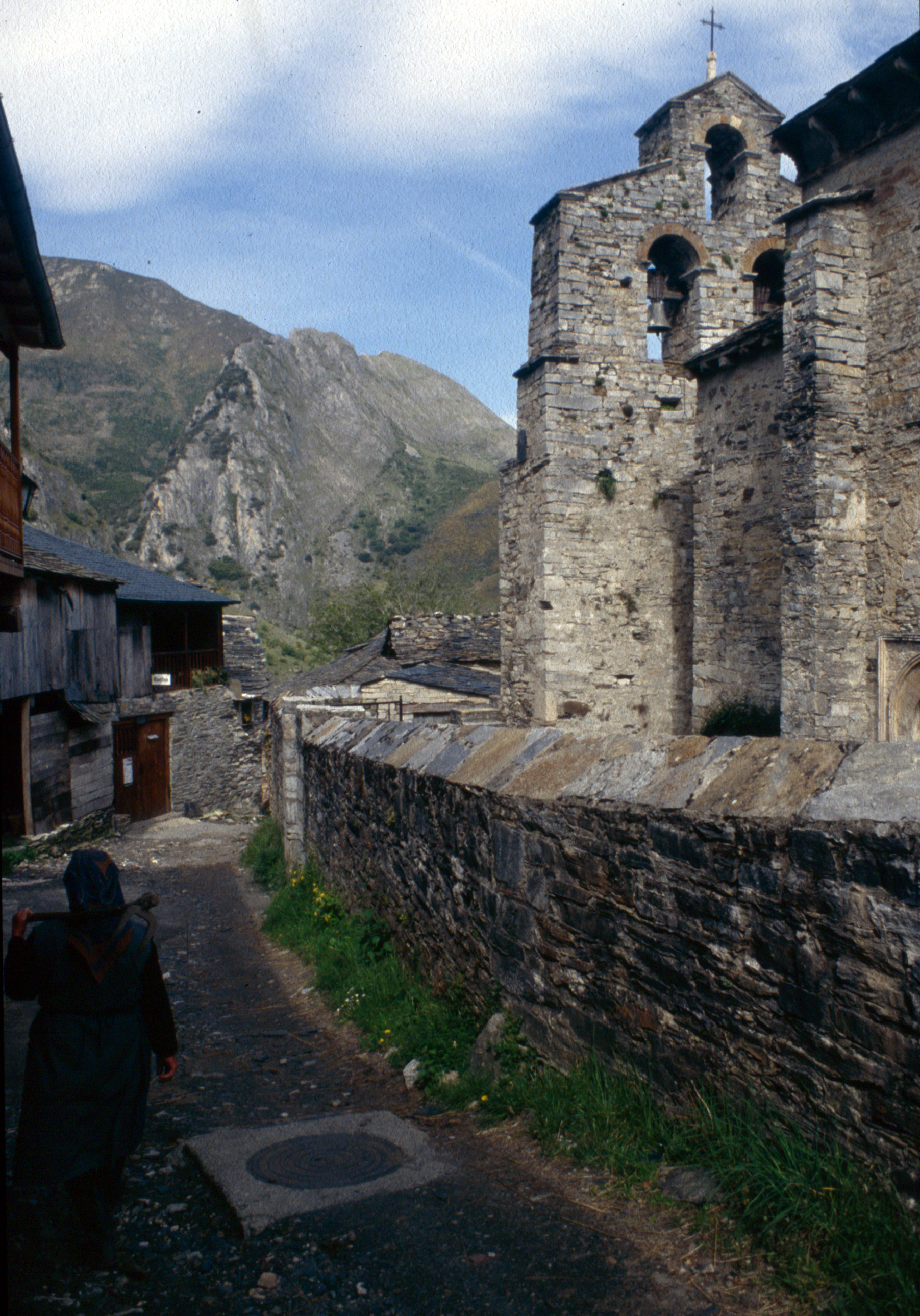
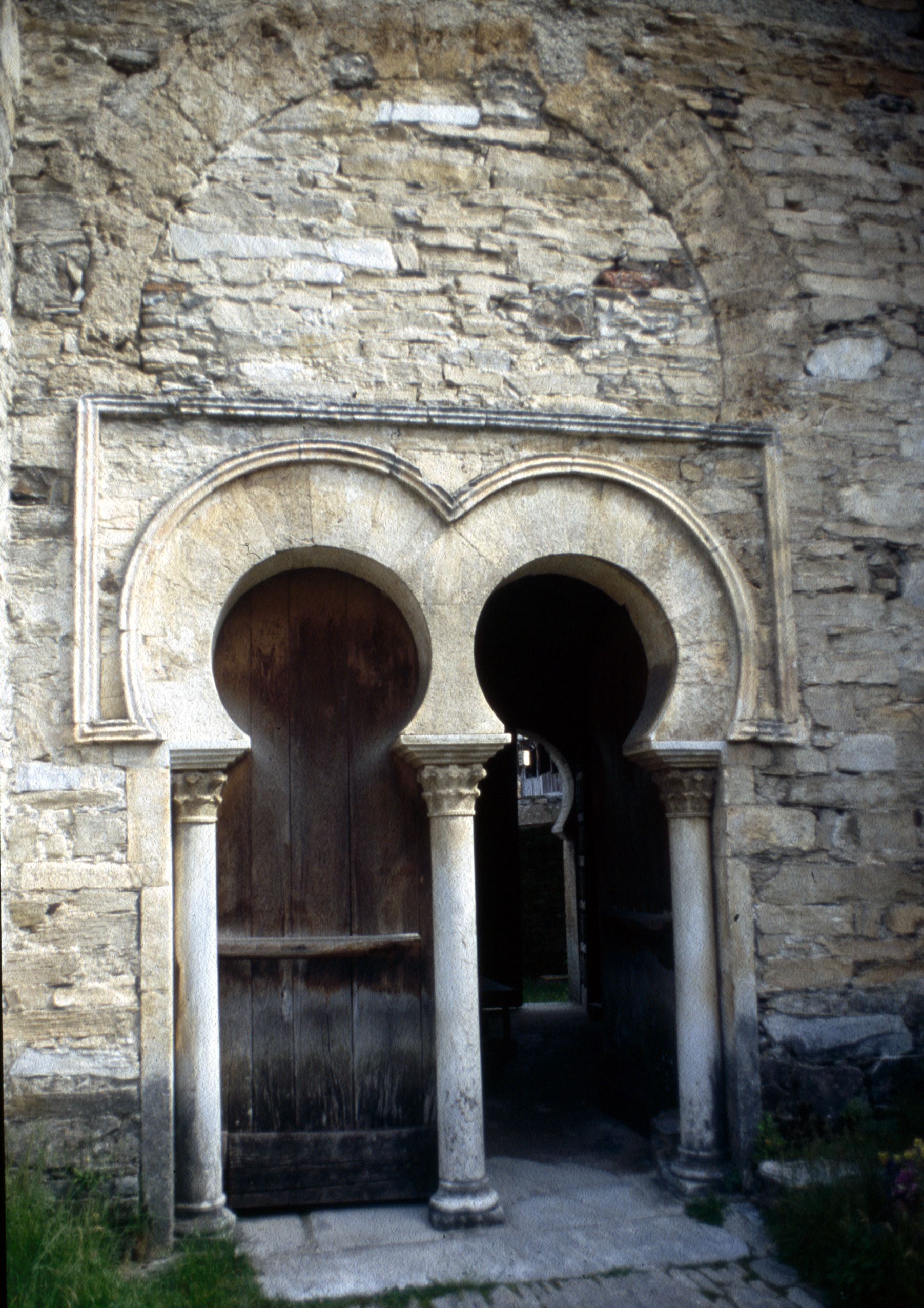
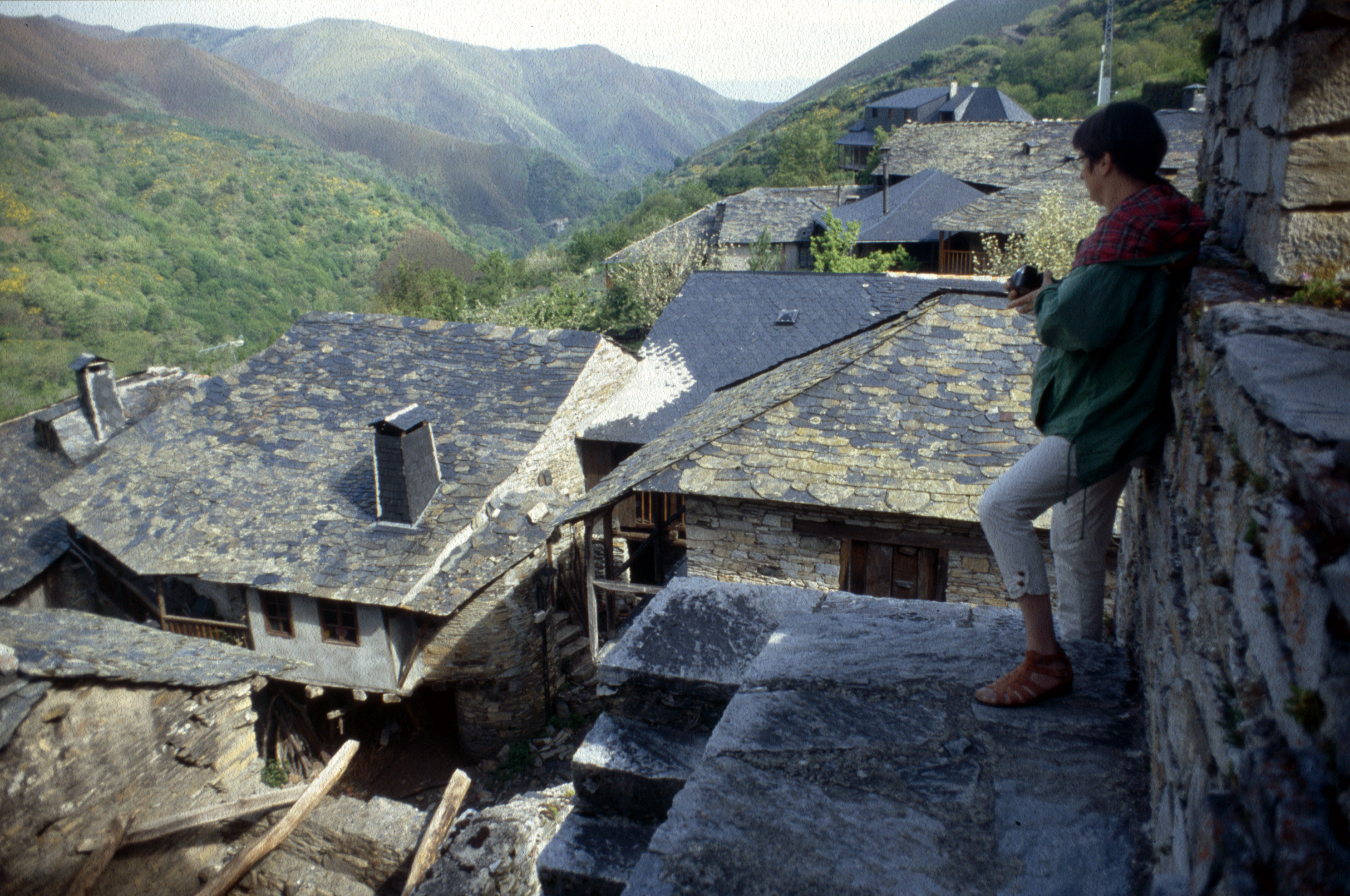
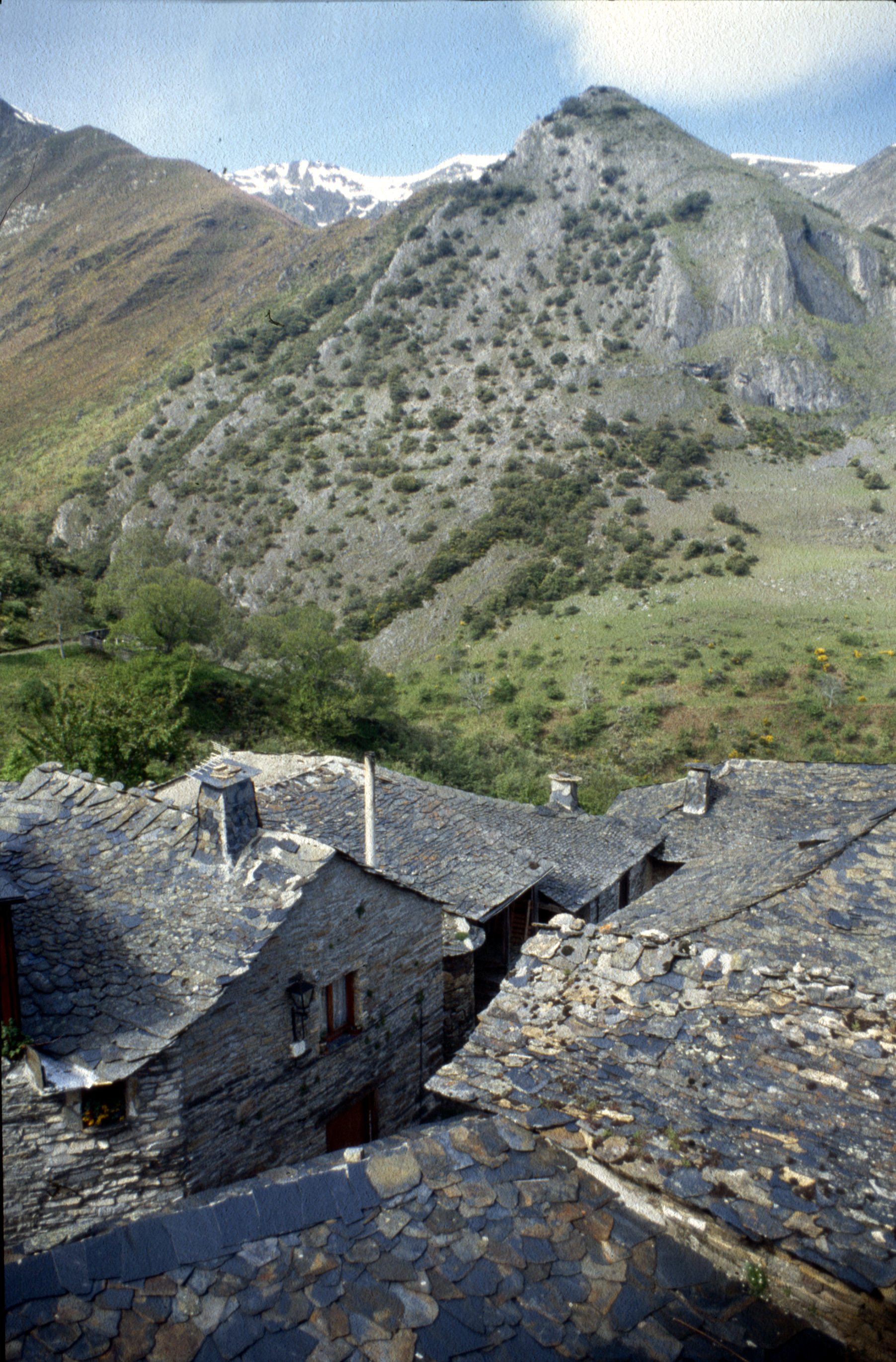
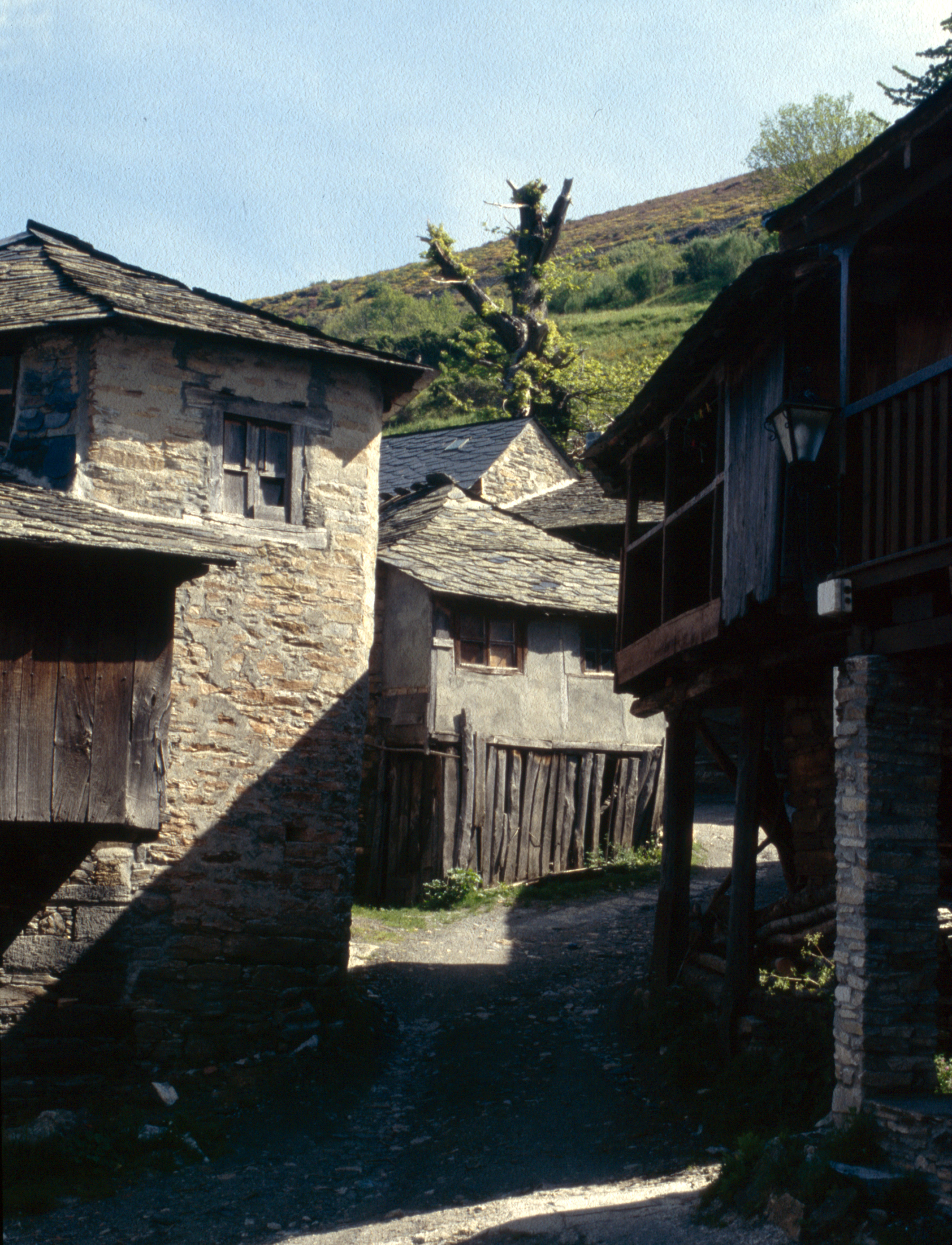
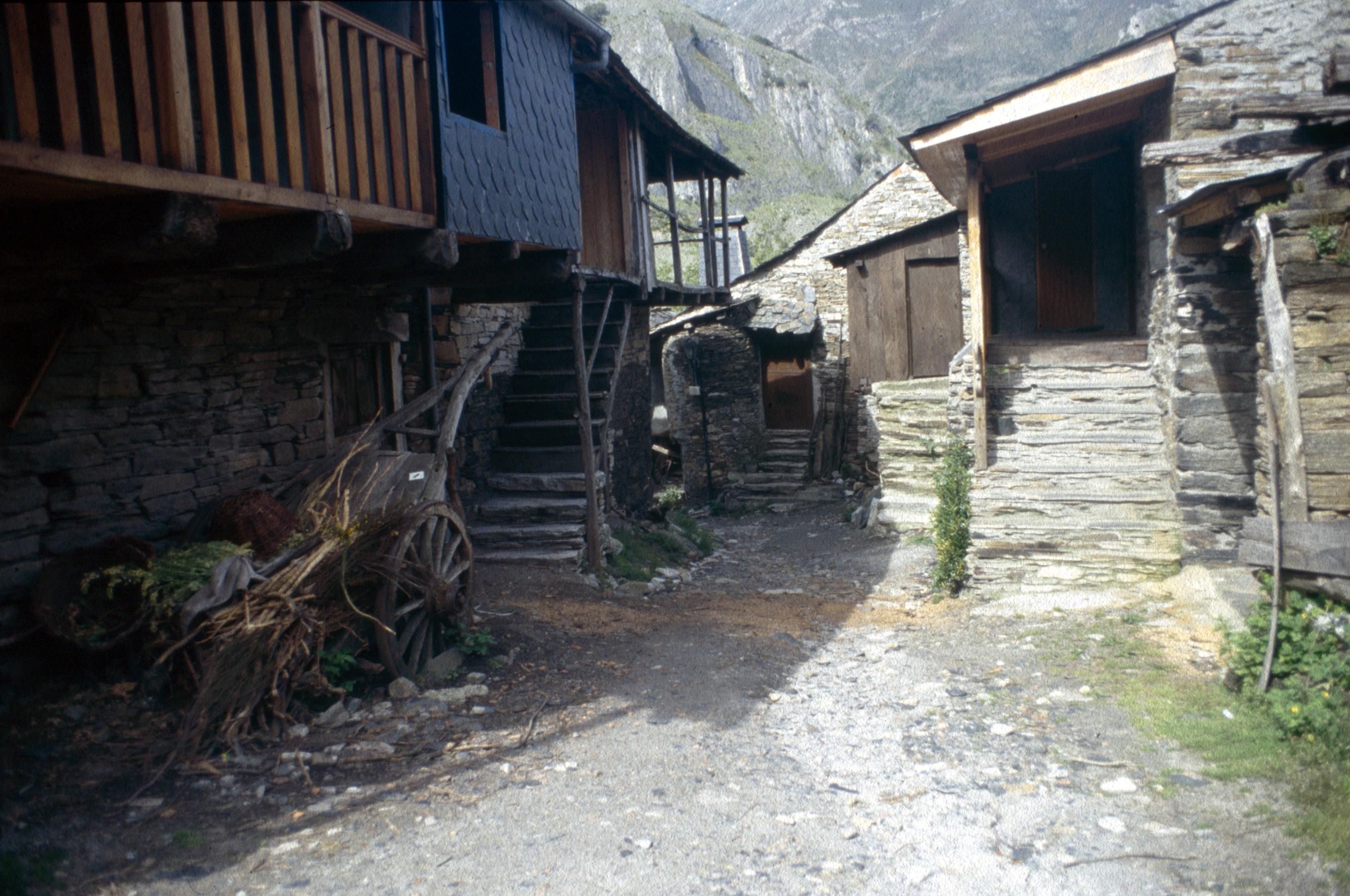
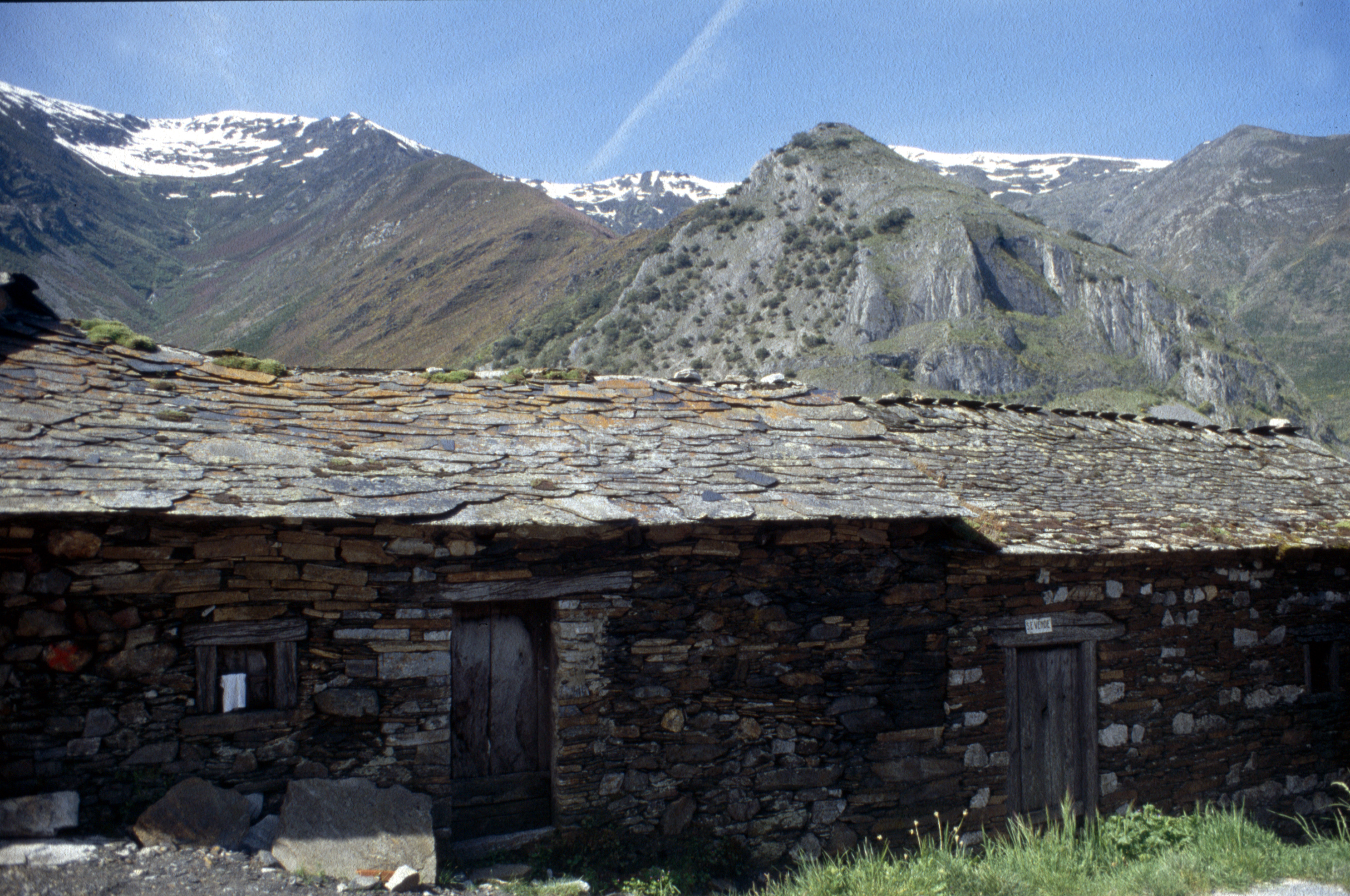